# Incident de Diovlen
Le terme historique d’incident de Djovlen (en bulgare Дьовленска случка, translittération scientifique internationale Djovlenska slučka) désigne dans l’historiographie de la Bulgarie une tentative de la population pomaque de la région de Djovlen (en turc Dövlen, aujourd’hui Devin, dans les Rhodopes bulgares) de passer la frontière gréco-bulgare afin de s’enfuir en Grèce, puis en Turquie.
L’incident a eu lieu en 1933. Les habitants bulgaro-musulmans des villages de Trigrad, Kesten (Kestencik), Bujnovo (Naipli), Kožari (Dericiler), Vodni pad (Döşekdere), Čamla, Mugla et d’autres encore créent une organisation secrète soutenue par les autorités grecques et turques, visant à aider les habitants turcs et pomaks à échapper aux répressions et discriminations qui leur étaient imposées par les autorités bulgares depuis 1878.

## Causes
Depuis la guerre russo-turque de 1877-1878, la vie quotidienne des populations bulgaro-musulmanes (pomaques) connut d’importants bouleversements. Dans la région du Rupčos (en turc Ropçoz, pays pomaque, dans les Rhodopes centrales) eut lieu en 1878 l’Insurrection des Rhodopes, également appelée « révolte de Saint-Clair », à la suite de laquelle de nombreux villages furent incendiés. Leurs habitants furent expulsés vers le sud, puis se réinstallèrent dans la même région. Les habitants pomaques de la région du Rupčos refusèrent de se soumettre aux autorités bulgares et fondèrent la république de Tămrăš. En 1912, au moment de la première guerre balkanique, les villages de la région furent à nouveau incendiés, et la population fut soumise à une campagne massive de christianisation forcée. Cette situation conduisit au déclenchement d’une nouvelle insurrection en 1913, à l’époque de la deuxième guerre balkanique, et à la création du Gouvernement provisoire de Thrace occidentale ou République de Gümülcine, dont la durée de vie se limita à quelques semaines. À la suite de l'échec de cette tentative séparatiste d’organisation turco-pomaque, les villages du Rupčos furent de nouveau placés sous l’autorité du royaume de Bulgarie.
Des maires bulgares chrétiens furent nommés dans les villages. Dans les régions voisines, des réfugiés bulgares originaires des régions perdues de Thrace égéenne et de Thrace occidentale furent installés. L'Organisation révolutionnaire intérieure de Thrace fut créée en 1919. Elle entendait notamment défendre les intérêts des réfugiés venant des régions perdues et voulait forcer les Pomaks à émigrer en Turquie, afin d'acquérir leurs biens immobiliers pour les attribuer à des réfugiés. Les Pomaks furent astreints à des travaux non rémunérés et soumis à toutes sortes de brimades. L'unique source de revenus des populations montagnardes, l'élevage ovin, connaissait une crise grave. En effet, avant 1919, les ovins paissaient en hiver dans les régions proches de la mer Égée, où la neige ne tombe pas, pendant que les Rhodopes étaient couvertes de neige. La frontière avec la Grèce et la Turquie fut en outre fermée pour les Pomaks, le gouvernement bulgare ne souhaitant pas dépeupler la région. Cependant, la pression exercée sur les populations musulmanes par les Bulgares chrétiens vivant dans les Rhodopes et par les fonctionnaires nommés dans cette région était considérable, et cela conduisit à une multiplication des incidents impliquant des Pomaks tentant de fuir. La situation culmina en 1933 quand les villages de la région de Devin décidèrent secrètement d'organiser une fuite massive de la population vers la Turquie via la Grèce, avec l'aide des autorités des deux pays.

## Déroulement
Grâce à leur relation avec le consulat de Turquie à Plovdiv, les notables villageois prirent contact avec la délégation turque à Sofia. Les Turcs tentèrent de négocier avec la Grèce une autorisation pour les réfugiés de traverser la frontière. Ils auraient ensuite été conduits vers la Turquie. Des complications apparurent du côté grec, et pendant les négociations secrètes, l'organisateur pomaque de l'opération, Asan Karahalilov, prit la fuite de son propre chef. Les habitants de son village, Bujnovo, purent cependant négocier une fuite collective avec les Grecs. Cependant, une fois les préparatifs achevés, à la fin d'octobre 1933, tous les villages de la région furent occupés par l'armée et la police bulgares. 30 personnes furent arrêtées, mais pas les meneurs, qui avaient déjà presque tous pris la fuite auparavant.
Les autorités, grâce à un notable local, avaient été prévenues des intentions des Pomaks de la région. Malgré la découverte de la tentative de fuite, le nombre de réfugiés pomaques resta élevé dans les mois qui suivirent, à cause des relations tendues entre la population locale d'un côté, les Bulgares chrétiens et les autorités de l'autre.

## Voir également
- Pomaks
- République de Tămrăš
- Gouvernement provisoire de Thrace occidentale
- Islam en Bulgarie